# Eucalyptus scoparia
Eucalyptus scoparia är en myrtenväxtart som beskrevs av Joseph Henry Maiden. Eucalyptus scoparia ingår i släktet Eucalyptus och familjen myrtenväxter. Inga underarter finns listade i Catalogue of Life.

## Bildgalleri

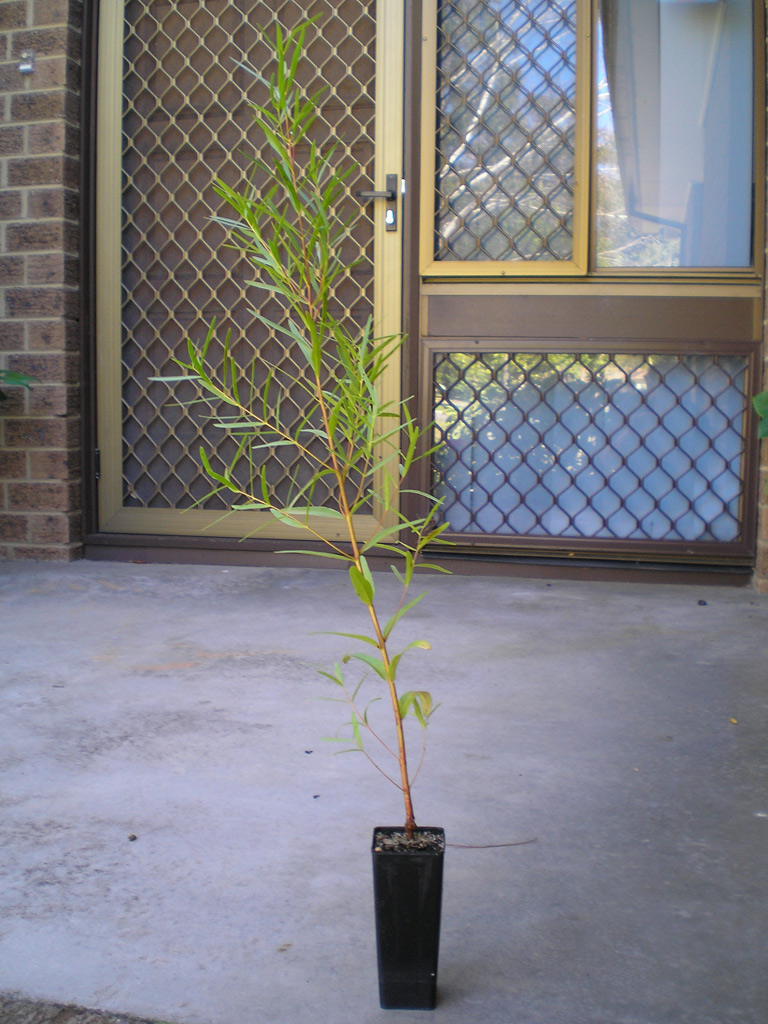